# Euxoa fulda
Euxoa fulda là một loài bướm đêm trong họ Noctuidae.